# Venus Awards 2000
Die Venus Awards 2000 waren die vierte Verleihung des deutschen Pornofilmpreises Venus Award. Sie fand am 11. November 2000 in Berlin im Rahmen der Erotikmesse Venus Berlin statt.

## Preisträger
- Best Film – The Net[1]
- Best American Film – Nothing to Hide 3 & 4[1]
- Best Gay Film – Dschungel-Boys[1]
- Best Actor (German) – Titus Steel[1]
- Best Actor (European) – Rocco Siffredi[1]
- Best Actress (European) – Betina Campbell[1]
- Best Actress (German) – Gina Wild[1]
- Best American Actress – Tina Cheri[2][3]
- Best Gay Actor (German) – Hal Hart[1]
- Best Starlet (German) – Julia Taylor[1]
- Best Video Series – Excuse Me[1]
- Best Television Erotica – PEEP![1]
- Best Director (German) – Nils Molitor[1]
- Best Softcore Video – Tips und Tricks einer Erotik-Queen[1]
- Best Cover – Nikita X[1]
- Country Award: France – Marc Dorcel[1]
- Country Award: Scandinavia – Max’s[1]
- Country Award: Benelux – Helen Duval[1]
- Best Photography – Guido Thomasi[4]
- Best Internet Presence – Beate Uhse AG[5]
- Lifetime Achievement Award – Dolly Buster[6]